# Палермо (футбольний клуб)
«Пале́рмо» (італ. S.S.D. Palermo) — італійський футбольний клуб з однойменного міста на Сицилії, заснований у 1900 році. Є одним з головних футбольних клубів з Південної Італії, першим клубом, заснованим на Сицилії та взагалі на півдні країни, а також 7-й найстаріший діючий клуб Італії.
Найвище досягнення команди — 5-е місце в сезонах 2005/06, 2006/07 і 2009/10, а також участь у фіналах Кубка Італії в 1974, 1979 і 2011 роках. Крім цього клуб 5 разів ставав чемпіоном (Серії B, другого за рівнем дивізіону країни у сезонах 1931/32, 1947/48, 1967/68, 2003/04 та 2013/14. Що стосується виступів у континентальних змаганнях, клуб має п'ять виступів у Кубку УЄФА / Лізі Європи; у 2007 році він займав 51 місце в рейтингу УЄФА, найвище у своїй історії.
2019 року через фінансові проблеми клуб US Città di Palermo був визнаний банкрутом і припинив своє існування, і у сезоні 2019/20 років відновлене «Палермо» (S.S.D. Palermo) вперше в своїй історії стало виступати в аматорській Серії D, четвертому за рівнем дивізіоні чемпіонату Італії.

## Історія

### Зміна назв
- Anglo Panormitan AFC (1990–1907)
- Palermo FBC (1907–1915)
- US Palermo (1920–1924)
- Palermo FC (1924–1935)
- AC Palermo (1935–1940)
- US Palermo-Juventina (1941–1943)
- US Palermo (1944–1968)
- SSC Palermo (1968–1986)
- US Palermo (1987–2019)
- SSD Palermo (2019–)

### Створення клубу

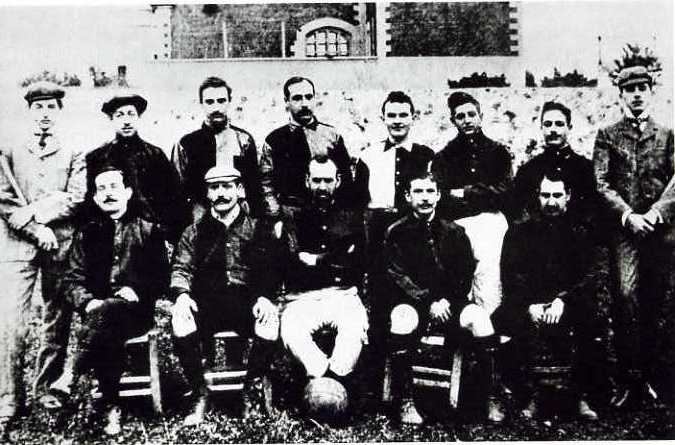
Перший історичний склад клубу у 1900 році.

Існують деякі дебати щодо точної дати заснування клубу, деякі кажуть, що футбольний клуб був заснований вже в 1898 році, посилаючись на документи, адресовані Джозефу Вітакеру, імовірно, першому президентові клубу. Джозеф Вітакер був англійським консулом в місті Палермо, і в листах до нього говориться, що в тому році був заснований клуб Palermitan. Однак переважна більшість вважає, що дата заснування — 1 листопада 1900 року. І, відповідно, перша назва — Anglo Panormitan Athletic and Football Club. Заява на те, щоб заснувати клуб, було подано Ігнаціо Майо Пагано, молодим колегою Вітакера по Palermitan. У керівництві клубу спочатку були заявлені три англійця і дев'ять уродженців Палермо, в тому числі Джозеф Вітакер як почесний голова і Едвард Де Гарстон як перший президент. Першими ж кольорами стали червоний і синій. Перший футбольний матч, який відомий громадськості, клуб провів 30 грудня 1900 року, і закінчився розгромною поразкою від невідомої англійської любительської команди з рахунком 5:0.
Перший офіційний матч був зіграний 18 квітня 1901 року проти «Мессіни» і завершився перемогою «Палермо» 3:2.
У 1907 році клуб отримав нову назву Palermo Foot-ball Club, і кольорами команди стали традиційні рожевий і чорний.

### Початковий етап розвитку

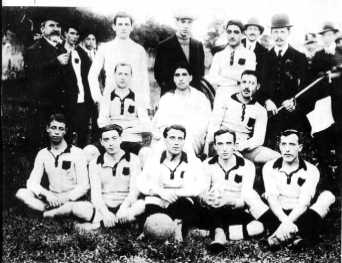
Склад «Палермо» у 1910 році.

На початку XX століття (до утворення єдиної італійської футбольної ліги) клуб брав участь у різних регіональних змаганнях і тричі (у 1910, 1912, 1913, 1914 та 1915 роках) вигравав Кубок виклику Ліптона. У 1927 році «Палермо» був розформований з фінансових причин, але всього через рік було відроджено і заявлено в Серію C, а вже в сезоні 1932-33 дебютував у Серії А.

### Період з 1932 по 1946
З дебютного сезону в еліті італійського футболу «Палермо» знайшов новий будинок — Стадіон Літторіо в місцевості під назвою Favorita, сьогодні відомий як «Стадіо Ренцо Барбера».
«Палермо» грав у Серії А до 1936 року, після чого опустився класом нижче, в результаті чого зустрівся в Серії В з «Катаньєю». Тоді й пройшло перше сицилійське дербі.
У тому ж році «Палермо» через фашистський режим був змушений змінити клубні кольори на червоний і жовтий. А потім знову виникли фінансові ускладнення і клуб вигнали у 1940 році з футбольної федерації Італії. Проте незабаром в результаті злиття з Unione Sportiva Juventina Palermo утворюється клуб Unione Sportiva Palermo-Juventina, який кваліфікується в 1941 році в Серію С, а в 1942 році — в Серію В.

### Період з 1946 по 2002
Після Другої світової війни команда повернулася в Серію А, вигравши в сезоні 1947/48 Серію B.
Незважаючи на освіження команди новими гравцями, такими як чехословацька легенда Честмир Вицпалек, підписана у «Ювентуса», а також Конті, Ді Белла, Павесі, «Палермо» покинуло Серію А в 1954 році. Але корінні зміни в управлінні швидко (1956 року) повернули «Палермо» в еліту. У той час клуб став украй нестабільним, часто міняючи прописку між Серіями А і В. У цей період у клубі з'явилося декілька зірок, включаючи аргентинського нападника Сантьяго Вернасса (забив 51 м'яч в 115 іграх за «росанеро»), воротарів Роберто Андзоліна і Карло Маттреля, а також Джузеппе Фуріно і Франко Каузіо.
Найкраще «Палермо» провів сезон 1961/62, закінчивши Серію А на 8 місці, проте в 1963 році команда вилетіла до Серії В, де і грала п'ять сезонів поспіль.
У 1970 році Ренцо Брабера прийняв клуб, ставши головою правління.
Після 1973 року «Палермо» протягом довгого часу грав виключно в Серії В. Попри це, в цей період клуб досяг двох фіналів національного кубка, і обидва програли прикро — в 1979 році «Болоньї» в серії пенальті, а в 1980 — «Ювентусу» в додатковий час.
У 1980 році Барбера покинув клуб, після чого через чотири роки «Палермо» вилетів до Серії С1.
Сезон 1985/86 ж став останнім для команди Palermo FBC, оскільки клуб не впорався з фінансовими труднощами після пониження у класі, і федерація відрахувала команду з ліги.
Влітку 1987 року після річної відсутності в місті Палермо професійного футболу, клуб був заснований повторно, отримавши нову назву US Città di Palermo, і почав свій шлях з Серії С2, найнижчого у той час професіонального дивізіону країни, який досить швидко виграв.
У 90-х роках Палермо грав, в основному, змінюючи Серію В на Серію С1. В сезоні 1995/96 клуб дійшов до чвертьфіналу Кубка Італії. Але були і падіння, як виліт в 1998 році в Серію С2 після поразки у вирішальних матчах від «Баттіпальезе».

Логотип «Палермо», що використовувався з 2000 по 2019 рік.

У 2000 році голова правління столичної «Роми» Франко Сенсі купив «Палермо», і команда через рік вийшла в Серію Б.

### Ера Мауріціо Дзампаріні (2002—2019)
У 2002 році Мауріціо Дзампаріні викупив клуб з намірами повернути його в еліту італійського футболу. І це сталося при головному тренері Франческо Гвідоліні в сезоні 2003/04, коли клуб виграв Серію Б і через 31 рік повернувся в Серію А.
Перший сезон у Серії А закінчився приголомшливим успіхом — 6 місце, завдяки якому «Палермо» вперше в історії потрапив у єврокубки, в Кубок УЄФА. А Лука Тоні встановив рекорд клубу, забивши у сезоні 20 м'ячів.
У 2005 році Гвідолін поїхав, і його замінив Луїджі Дель Нері, який не зміг повторити успіхи попередника і був замінений на Джузеппе Пападопуло. Незважаючи на невисоке восьме місце в Серії А, клуб досяг 1/16 фіналу Кубка УЄФА, а також півфіналу Кубка Італії.
Повернення Гвідоліна ознаменувалося повторним попаданням «Палермо» в Кубок УЄФА, яке стало можливим через скандал Кальчополі, в 2006 році. У тому ж році троє гравців «Палермо» (Андреа Барцальї, Фабіо Гроссо і Крістіан Дзакардо) виграли Чемпіонат світу в складі збірної Італії.
У наступному сезоні було зроблено досить багато хороших придбань, які обіцяли допомогти гідно виступити команді в єврокубках. Спершу це підтверджувалося, проте одинадцятиматчева безвиграшна серія «Палермо» опустила команду з третього на сьоме місце. У результаті клуб закінчив сезон на п'ятому місці і кваліфікувався в Кубок УЄФА і на майбутній сезон.
Сезон 2007/08 «Палермо» почав разом зі Стефано Колантуоно на місці головного тренера. Але гра у команди не занадилася, і вона загрузла на восьмому місці в чемпіонаті Італії. І, враховуючи ще й розгром від «Ювентуса» 5:0, Колантуоно звільнили, а головним тренером 26 листопада 2007 року знову (в четвертий раз) став Гвідолін. Але 24 березня був знову звільнений і знову ж очолив клуб Колантуоно, другий раз за сезон.
Залишився він головним і на сезон 2008/09. Під час літнього трансферного періоду були продані зірки клубу Амаурі, Барцальї і Дзаккардо. А підписані Амелія, Ночеріно і Ліверані. «Росанеро» почав сезон погано, вдома програвши 1:2 нижчоліговій «Равенні» в Кубку Італії. І після першої ж гри чемпіонату, де команда програла 1:3 «Удінезе», Колантуоно знову був звільнений. І на його місце призначено Давіде Баллардіні.
З ним «Палермо» закінчив сезон на восьмому місці, а також вперше в історії Прімавера клубу виграла юнацький чемпіонат Італії під керівництвом Розаріо Перголіцці.
Після закінчення сезону Баллардіні не став продовжувати угоду через розбіжності з керівництвом, і його змінив Вальтер Дзенга, який тренував «Катанію», і призначення якого викликало крайнє здивування у прихильників обох сицилійських клубів. Однак не минуло й половини сезону, як він був звільнений через незадовільні результати. На зміну йому Дзампаріні призначив Деліо Россі, у якого справи пішли в гору. За підсумками сезону 2009/10 «Палермо» фінішував на п'ятому місці, тим самим здобувши право брати участь у Лізі Європи на наступний рік.

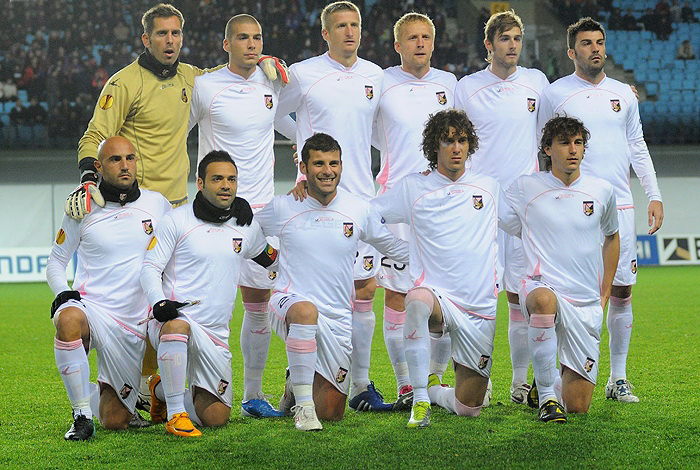
«Палермо» у 2010 році

У сезоні 2010/11, «рожево-чорні» сенсаційно обіграли «Мілан» у півфіналі національного кубка (2:2 і 2:1) і вийшли у фінал. Це досягнення не підкорялося «Палермо» 32 роки. Але у вирішальному поєдинку поступилися «Інтернаціонале» 1:3.
Наступні сезони стали провальними для сицилійців. У чемпіонаті 2011/12 команда по ходу сезону кілька разів змінювала головних тренерів (Деліо Россі — після розгромної поразки з рахунком 0:7 від «Удінезе» в лютому 2011 року, Стефано Піолі — через 2 місяці роботи в клубі, Девіс Манджа — через 4 місяці роботи в клубі), в яких команда виступала дуже нестабільно, особливо в гостьових поєдинках. В результаті, при Бортоло Мутті команда зайняла лише 16 місце за підсумками чемпіонату і тренер був звільнений зі своєї посади.

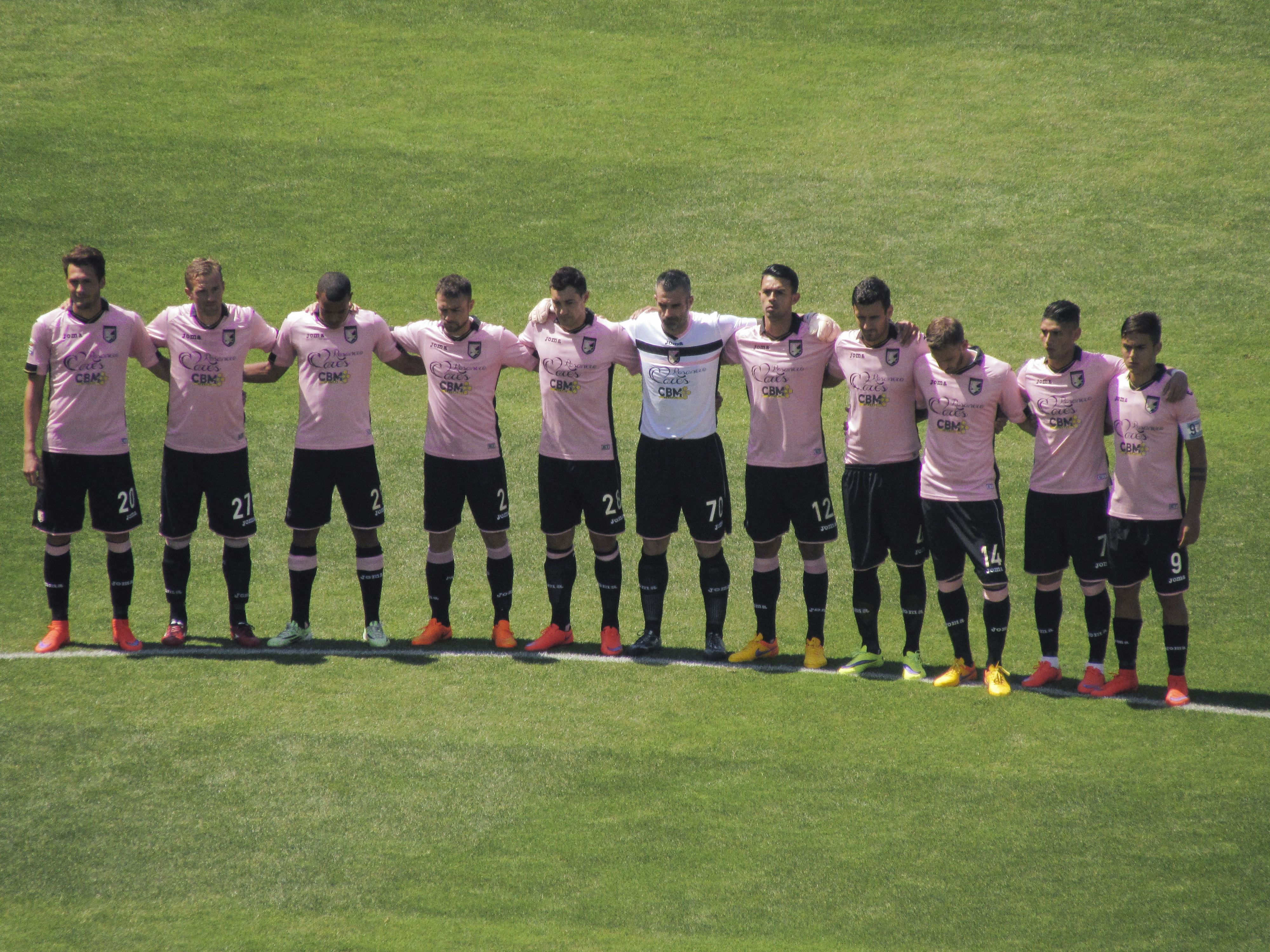
«Палермо» у 2015 році

Тренерська чехарда продовжилася і в наступному сезоні: «Палермо» починав сезон під керівництвом Джузеппе Санніно, який був звільнений 16 вересня. На його місце прийшов Джан П'єро Гасперіні, який пропрацював до 4 лютого. Наступним наставником команди став Альберто Малезані, проте він був звільнений через 19 днів після свого призначення. Другий прихід Гасперіні на пост головного тренера тривав з 24 лютого по 11 березня після чого клуб знову очолив Джузеппе Санніно. Все це позначилося на результатах команди, яка завершила сезон у зоні вильоту Серії А, на 18-му місці. Для витягування клубу з другого за значущістю італійського футбольного дивізіону був запрошений як новий тренер колишній півзахисник збірної Італії Дженнаро Гаттузо. Також відбулися перестановки і в керівництві клубу: новим виконавчим директором став італійський екс-нападник «Реджини» Нікола Аморузо.
У сезоні 2018/19 «Палермо» зайняв 3-тє місце у Серії Б, проте втратив в підсумковому протоколі 20 очок через фінансові порушення і опинився лише на 11 позиції. У зв'язку з відсутністю у клубу фінансової страховки на новий сезон 12 липня 2019 року Федерація футболу Італії позбавила клуб професійного статусу.

## Новий клуб
24 липня мер Палермо Леолука Орландо оголосив вибір інвестора для відродження клубу, зроблений з шести пропозицій, що надійшли: згідно правил Федерації футболу Італії, відроджений клуб повинен буде почати новий сезон в аматорській лізі D.
2 серпня реінкарнована команда була включена до Серії D, опинившись вперше за всю понад сторічну історію в аматорській лізі, взявши нову назву «Società Sportiva Dilettantistica Palermo». Стара ж US Città di Palermo 18 жовтня 2019 року була визнана судом банкрутом і припинила своє існування. При цьому Андреа Дзампаріні, син колишнього власника «Палермо» Мауріціо Дзампаріні, зробив пропозицію про виплату 10 мільйонів євро, але їх виявилося занадто мало для виплати боргів.

## Досягнення

Статистика виступів по сеpонах

- Фіналіст Кубка Італії: 1974, 1979, 2011

## Виступи у єврокубках

### Кубок УЄФА / Ліга Європи
| Сезон   | Раунд                   | Клуб                          | Вдома | В гостях | Загалом         | Прим.  |
| ------- | ----------------------- | ----------------------------- | ----- | -------- | --------------- | ------ |
| 2005–06 | 1 раунд                 | Анортосіс                     | 2–1   | 4–0      | 6–1             | [ 14 ] |
| 2005–06 | Група B                 | Маккабі (Петах-Тіква)         | Н/Д   | 2–1      | 1 місце         | [ 14 ] |
| 2005–06 | Група B                 | Локомотив (Москва)            | 0–0   | Н/Д      | 1 місце         | [ 14 ] |
| 2005–06 | Група B                 | Еспаньйол                     | Н/Д   | 1–1      | 1 місце         | [ 14 ] |
| 2005–06 | Група B                 | Брондбю                       | 3–0   | Н/Д      | 1 місце         | [ 14 ] |
| 2005–06 | 1/16 фіналу             | Славія (Прага)                | 1–0   | 1–2      | 2–2 (г.в.)      | [ 14 ] |
| 2005–06 | 1/8 фіналу              | Шальке 04                     | 1–0   | 0–3      | 1–3             | [ 14 ] |
| 2006–07 | 1 раунд                 | Вест Гем Юнайтед              | 3–0   | 1–0      | 4–0             | [ 15 ] |
| 2006–07 | Група H                 | Айнтрахт (Франкфурт-на-Майні) | Н/Д   | 2–1      | 4 місце         | [ 15 ] |
| 2006–07 | Група H                 | Ньюкасл Юнайтед               | 0–1   | Н/Д      | 4 місце         | [ 15 ] |
| 2006–07 | Група H                 | Фенербахче                    | Н/Д   | 0–3      | 4 місце         | [ 15 ] |
| 2006–07 | Група H                 | Сельта                        | 1–1   | Н/Д      | 4 місце         | [ 15 ] |
| 2007–08 | 1 раунд                 | Млада Болеслав                | 0–1   | 1–0      | 1–1, 2–4 (пен.) | [ 16 ] |
| 2010–11 | Плей-оф                 | Марибор                       | 3–0   | 2–3      | 5–3             | [ 17 ] |
| 2010–11 | Група F                 | Спарта (Прага)                | 2–2   | 2–3      | 3 місце         | [ 17 ] |
| 2010–11 | Група F                 | Лозанна                       | 1–0   | 1–0      | 3 місце         | [ 17 ] |
| 2010–11 | Група F                 | ЦСКА (Москва)                 | 0–3   | 1–3      | 3 місце         | [ 17 ] |
| 2011–12 | 3 кваліфікаційний раунд | Тун                           | 2–2   | 1–1      | 3–3 (г.в.)      | [ 18 ] |

## Відомі гравці
- Пауло Дибала
- Андреа Белотті
- Сальваторе Сірігу
- Сімоне Бароне
- Давід Ді Мікеле
- Лука Тоні
- Амаурі
- Едінсон Кавані
- Хав'єр Пасторе
- Андреа Барцальї
- Чезаре Бово
- Фабіо Гроссо
- Андреа Караччоло
- Сімоне Пепе
- Джузеппе Б'ява
- Франко Бріенца
- Марк Брешіано
- Маттія Кассані
- Фабріціо Мікколі
- Еудженіо Коріні
- Чіро Капуано
- Фабіо Сімплісіо
- } Антоніо Ночеріно
- Федеріко Бальдзаретті
- Марко Амелія
- Абель Ернандес
- Крістіан Дзаккардо

## Список президентів клубу
| - Едвард Де Гарстона (1900) - Мішель Вануччі дель Корбо (1903) - Іньяціо Мажо Пагані (1903) - Джованні Серджо (1920) - Коламбус (1924) - Луїджі Бордонадо (1929) - Франческо Паоло Баррезі (1931) - Валентsно Коломбо (1934) - Джованні Де Лука (1935) - Валентsно Коломбо (1936) - Паоло Ді П'єтра (1937) - Сальваторе Барбаро (1938) - Федеріко Де'Арль (1941) - Джузеппе Аньєлло (1942) - Стефано ла Мотта (1947) - Джузеппе Гуаццарделла (1948) - Раймодно Ланца ді Траб (1951) - Карло Ла Ломія (1952) - Маріо Фасіно (1953) - Ернесто Піветті (1954) - Джузеппе Трапані (1955) - Артуро Кассіна, Джузеппе Семінара (1956) | - Каземіро Віццині (1957) - Гульєльмо Пінцеро (1963) - Ернесто Ді Фреско, Луїджі Барбакья, Франц Горгоне (1964) - Луїджі Джоя (1965) - Джузеппе Перголіцці (1967) - Ренцо Барбера (1970) - Гаспаре Гамбіно (1981) - Роберто Парізі (1982) - Сальватор Матта (1985) - Сальваторе Лагуміна (1987) - Джованні Феррара (1989) - Ліборіо Поліцці (1993) - Джованні Феррара (1995) - Серджо Д'Антоно (2000) - Мауріціо Дзампаріні (2002—2017) - Пол Баккальїні (2017) - Джованні Джаммарва (2017) - Мауріціо Дзампаріні (2017—2018) - Клайв Річардсон (2018—2019) - Ріно Фоскі (2019) - Алессандро Альбанезе (2019) - Роберто Бергамо (2019) - Даріо Міррі (2019—) |  |

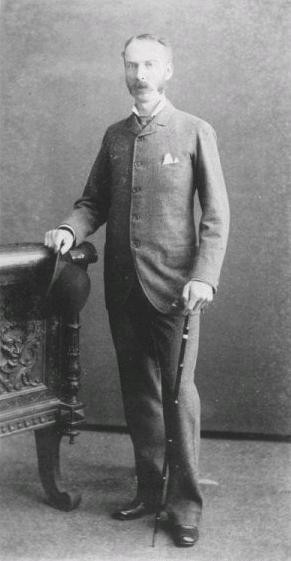
Засновник клубу, британський орнітолог Джозеф Вітакер. Почесний голова на початку 1900-х років.

## Бренди та спонсорство
| Період    | Виробник форми | Титульний спонсор              |
| --------- | -------------- | ------------------------------ |
| 1979-80   | Pouchain       | Не було                        |
| 1981-82   | NR             | Vini Corvo                     |
| 1983-84   | NR             | Pasta Ferrara                  |
| 1985-86   | NR             | Juculano                       |
| 1987-90   | NR             | Città di Palermo               |
| 1989-90   | Hummel         | Città di Palermo               |
| 1990-91   | ABM            | Città di Palermo               |
| 1991-92   | ABM            | Seleco                         |
| 1992-93   | ABM            | Giornale di Sicilia            |
| 1993-94   | ABM            | Toka                           |
| 1994-96   | ABM            | Provincia Regionale di Palermo |
| 1996-97   | Kappa          | Giornale di Sicilia            |
| 1997-98   | Kappa          | Tomarchio Naturà               |
| 1998-99   | Kappa          | Palermo Provincia Turistica    |
| 1999-00   | Kronos         | Tele+                          |
| 2000-01   | Lotto          | Alitalia                       |
| 2001-02   | Lotto          | LTS                            |
| 2002-06   | Lotto          | Provincia di Palermo           |
| 2006-08   | Lotto          | Не було                        |
| 2008      | Lotto          | Pramac                         |
| 2008-09   | Lotto          | Не було                        |
| 2009-10   | Lotto          | Betshop                        |
| 2010      | Lotto          | Eurobet                        |
| 2010-11   | Legea          | Eurobet                        |
| 2011-12   | Legea          | Eurobet & Burger King          |
| 2012-2013 | Puma           | Eurobet                        |
| 2013-2014 | Puma           | Eurobet                        |
| 2014—2017 | Joma           | Palermocalcio.it               |
| 2017-2018 | Legea          | SicilyByCar                    |
| 2019      | Legea          | UniEuro                        |